# Ansonia penangensis
Ansonia penangensis é uma espécie de anfíbio anuro da família Bufonidae. É considerada espécie vulnerável pela Lista Vermelha do UICN. Está presente na Tailândia e Malásia.